# Kind herred
Kind Herred (svensk: Kinds Härad) var et herred i Västergötland.

## Sogne[1]
| I Svenljunga kommun - Hillared - Holsljunga - Håcksvik - Kalv - Mjøbæck - Mårdaklev - Redslared - Revesjø - Roasjø - Sexdrega - Svenljunga - Ullasjø - Ørsås - Østra Frølunda | I Tranemo kommun - Ambjørnarp - Dalstorp - Hulared - Ljungsarp - Længhem - Mossebo - Månstad - Nittorp - Sjøtofta - Sødra Åsarp - Tranemo - Ølsremma | I Ulricehamns kommun - Finnekumla - Grønahøg - Gællstad - Marbæck - Sødra Sæm - Tværred I Borås kommun - Ljushult - Dannike I Falkenbergs kommun - Ælvsered |